# Pilot Pen Tennis 2005
Pilot Pen Tennis 2005 — тенісний турнір, що проходив на відкритих кортах з твердим покриттям. Це був 21-й турнір Connecticut Open. Належав до серії International Series в рамках Туру ATP 2005, а також до турнірів 2-ї категорії в рамках Туру WTA 2005. Відбувся в Cullman-Heyman Tennis Center у Нью-Гейвені (США), з 21 до 27 серпня 2005 року.

## Фінальна частина

### Одиночний розряд, чоловіки
Джеймс Блейк —  Фелісіано Лопес 3–6, 7–5, 6–1
- Для Блейка це був 1-й титул за рік і 2-й - за кар'єру.

### Одиночний розряд, жінки
Ліндсі Девенпорт —  Амелі Моресмо 6–4, 6–4
- Для Девенпорт це був 3-й титул за сезон і 48-й — за кар'єру.

### Парний розряд, чоловіки
Гастон Етліс /  Мартін Родрігес —  Ражів Рам /  Боббі Рейнольдс 6–4, 6–3
- Для Етліса це був 1-й титул за рік і 4-й - за кар'єру. Для Родрігеса це був 1-й титул за рік і 5-й - за кар'єру.

### Парний розряд, жінки
Ліза Реймонд /  Саманта Стосур —  Хісела Дулко /  Марія Кириленко 6–2, 6–7(6–8), 6–1
- Для Реймонд це був 2-й титул за сезон і 46-й — за кар'єру. Для Стосур це був 3-й титул за сезон і 3-й — за кар'єру.